# Grande Émigration
La Grande Émigration (en polonais : Wielka Emigracja) est un départ massif des Polonais en exil qui débuta en 1831 et se prolongea jusqu'en 1870. Cette vague d'émigration fait suite à la défaite de l’insurrection dite de Novembre (1830-1831) et les répressions qui la suivirent. Elle est appelée « la Grande » en raison de son ampleur mais aussi pour souligner les rôles culturel et politique majeur qu’elle a joué dans l’histoire de la Pologne et de la France. Les soulèvements polonais de 1848 et 1863 entraîneront de nouvelles arrivées de réfugiés.

## Histoire

### Origine
La « Grande Émigration » polonaise débuta après l'insurrection de 1830-1831, à l'époque où la Pologne était partagée entre l'Empire russe, le royaume de Prusse et l'empire d'Autriche. Après le congrès de Vienne (1815), le royaume du Congrès, succéda au duché de Varsovie et le tsar devint le souverain de cet état doté d’une certaine autonomie. Le non-respect de la Constitution de 1815 par les autorités russes fut à l’origine d’un soulèvement polonais marqué par d’âpres et sanglants combats. Pourchassés, déchus de leurs droits civiques et privés de leurs biens, les insurgés polonais furent contraints à l’exil.  C'étaient surtout des officiers, des dirigeants et des soldats de l’insurrection qui furent obligés à émigrer, puisqu'ils étaient la cible des répressions les plus sévères. La plupart de ces émigrés politiques s'installèrent en France.  

### Les Polonais à Paris et en France

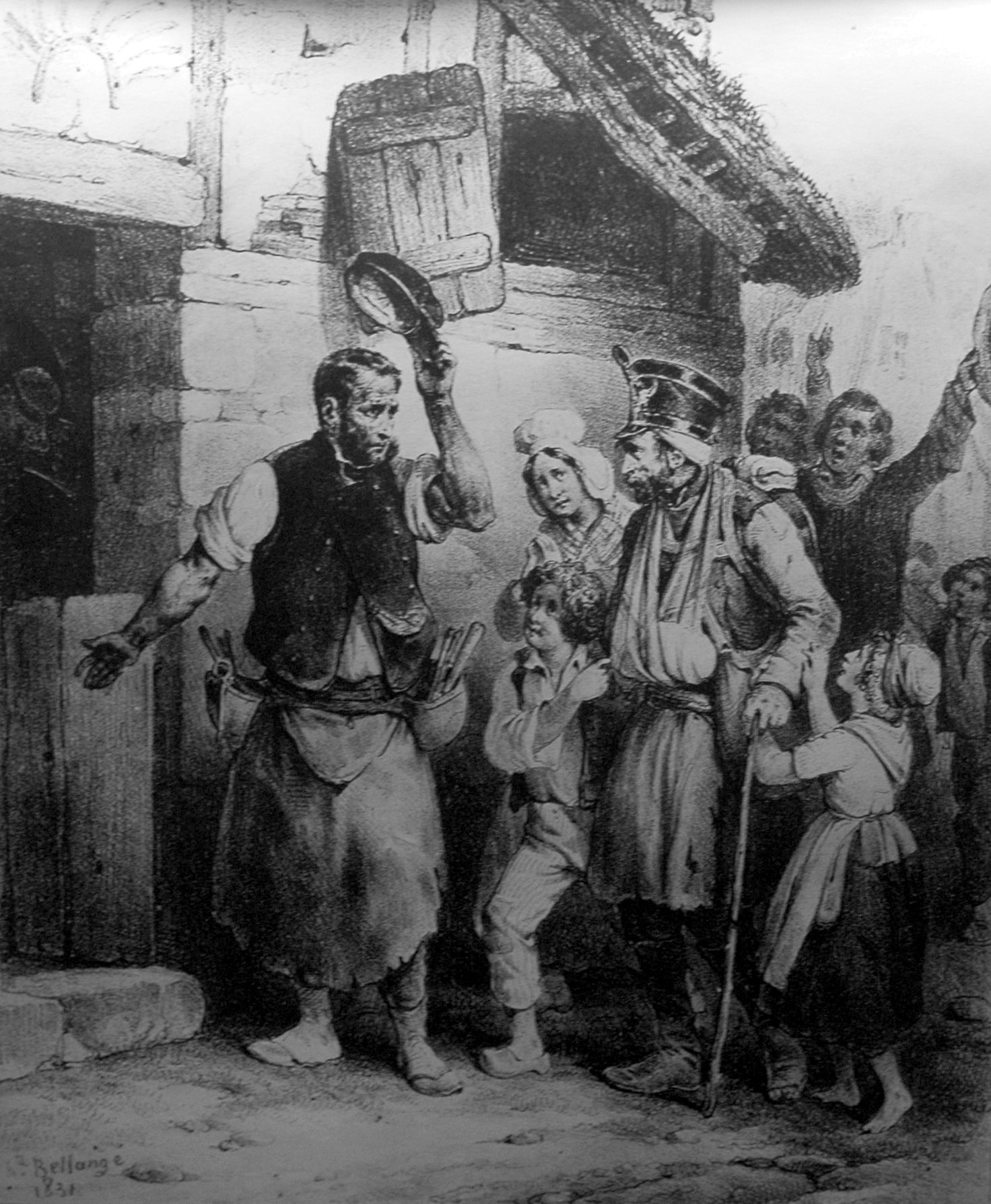
Le réfugié politique polonais.

Les émigrés post insurrectionnels, en traversant les terres annexées par la Prusse, se dirigent à l’ouest. Sur les territoires allemands, on les accueille comme des héros, on organise des fêtes en leur honneur, on les invite à la maison. Pourtant, ils n’y restent pas, ils continuent la route pour rejoindre la France. 
Les Français, qui en juillet 1830 sortent dans les rues pour défendre les libertés publiques et politiques menacées par les ambitions de pouvoir absolu du roi Charles X, sont idéologiquement proches des Polonais qui se battent pour leur liberté et la résurrection de leur pays. Dans la presse de l’époque on trouve des illustrations allégoriques dans lesquelles les Français pleurent la mort de leurs frères polonais. L’insurrection de novembre 1830 provoqua l’enthousiasme et un immense élan de solidarité du peuple français et de nombreux Français s’engagèrent activement dans la défense de la cause polonaise. Certains par la plume, d’autres en s’investissant dans des comités d’aide. Le marquis de la Fayette, cofondateur du Comité franco-polonais, affirmait «Toute la France est polonaise», exprimant ainsi le sentiment largement partagé par la population française.
Cependant, malgré le respect des Français envers les efforts des Polonais pour retrouver la liberté de leur patrie, la France sous le règne de Louis-Philippe veut garder des relations correctes avec la Russie, ce qui influence, la manière d’accueillir les immigrés polonais. Paris n’est pas aussi accueillant que la province, où les immigrants sont reçus si chaleureusement que maints d’entre eux s’y installent. Les dirigeants de la capitale ont peur de la concentration des étrangers, surtout lorsqu’ils sont majoritairement d’anciens soldats. On craint des complots, et l’on voit d’un mauvais œil l’apparition d’associations et d’organisations polonaises. Les réfugiés sont placés sous surveillance policière et interdits d'habiter Paris, et aussi plus tard Lyon. Les militaires sont parqués dans deux « dépôts » à Besançon et Avignon qu'ils ne peuvent pas le quitter sans l'autorisation du ministère de la guerre. Les civils sont cantonnés à Châteauroux. Dans les années 1840-1850, Napoléon III souhaitera éloigner de France les émigrés les plus “agités”. Les civils qui n'appartiennent pas à l'entourage très aristocratique du prince Adam Czartoryski qui est autorisé à s'installer à Paris, sont tracassés et taxés de bonapartistes. 
Le plus fort contingent d'émigrants quitte la Pologne en 1831, mais le flux ne cesse jamais. L’intensification de la russification et la répression des aspirations nationales sont à l’origine d'une nouvelle insurrection qui débute le 22 janvier 1863. La victoire russe, dans le courant de 1864, s’accompagne de la suppression presque complète de l’autonomie polonaise, d’exécutions, de déportations et de confiscations. Une nouvelle vague de réfugiés gagne la France.
Nombre d’entre ces polonais participent aux différentes révolutions qui secouent l'Europe, en particulier la révolution de 1848 en France, dans le contexte géopolitique du Printemps des Peuples. 
Quelques centaines de Polonais participent aux événements de la Commune en 1871, ce qui fait dire à Alexandre Dumas-fils que Paris est envahi par les Polonais de tous les pays. Le mot « Polonais » devient d'ailleurs pour le gouvernement de Versailles un synonyme de révolutionnaire. À cette époque, la Troisième République cherche à se rapprocher de l'Empire russe et les Polonais quittent la France pour se diriger vers la Grande-Bretagne, la Suisse et les territoires polonais occupés par l'Autriche.

## Institutions culturelles et politiques
Malgré les difficultés et des clivages d’ordre politique, économique et social, la Grande Émigration est à l’origine d’une vie culturelle et intellectuelle intense et tisse de multiples liens avec les milieux littéraires et artistiques français. Associations, écoles polonaises, bibliothèques, imprimeries, librairies et paroisses voient le jour. Cette activité patriotique et diplomatique rappelle aux pays d’Europe occidentale l’actualité de la question polonaise. C'est en France aussi qui se créent les plus grandes œuvres fondatrices de la culture et l'idéologie nationale polonaise.

### Hôtel Lambert

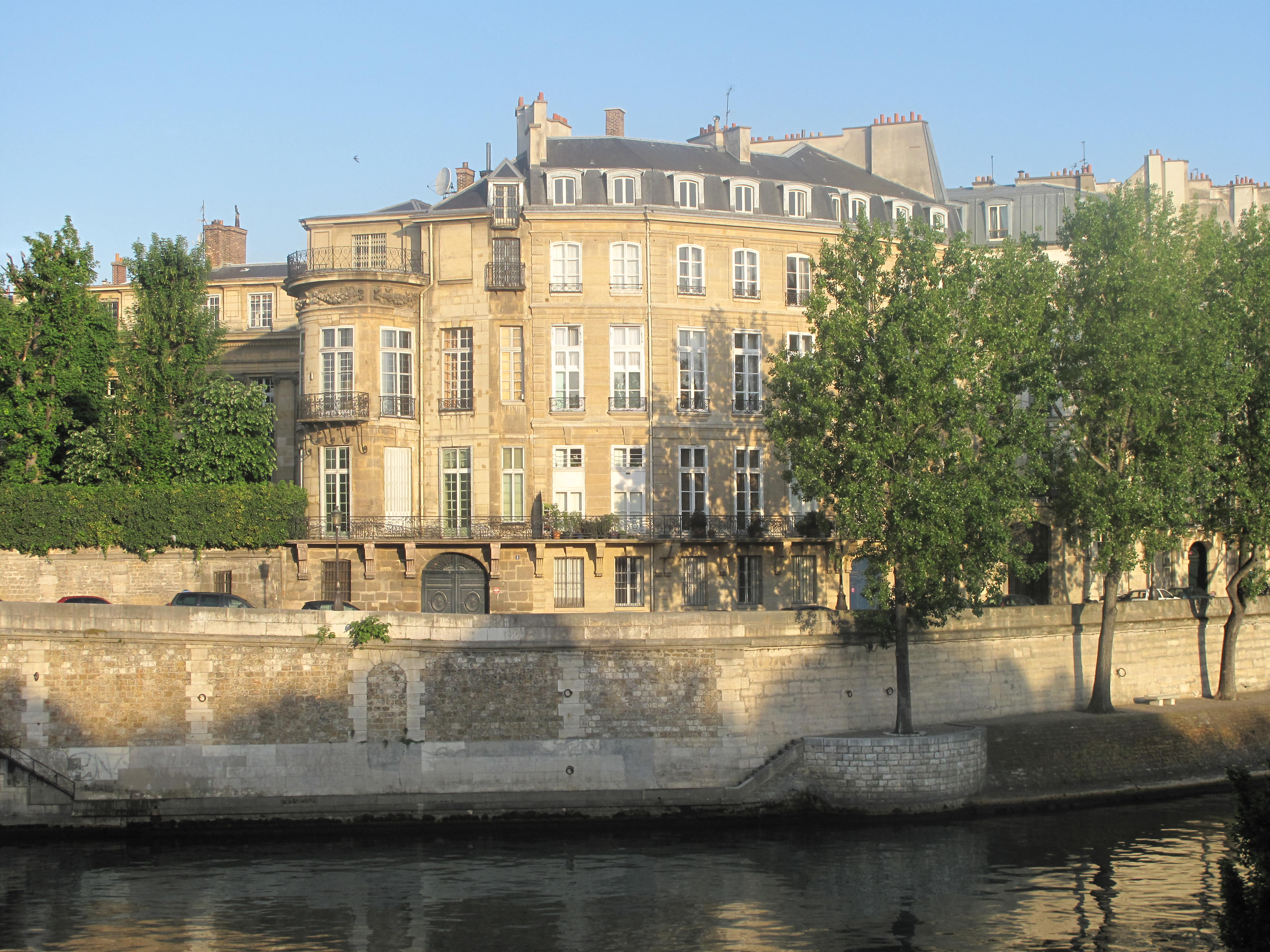
Hôtel Lambert au 2 rue Saint-Louis-en-l’Île (Ile Saint-Louis)

Le président du gouvernement national polonais durant l'insurrection de 1830-1831, le prince Adam Czartoryski rejoint Paris et consacre sa vie à la cause polonaise. En 1843, sa famille acquiert l’hôtel Lambert sur l’Île Saint-Louis, qui devient le centre de l’activité du camp libéral-conservatrice. Avec le temps, il devient de facto un parti politique, appelé le « Parti de l’Hôtel Lambert ». Le prince Czartoryski est un partisan de la politique de cabinet. Il repose ses espoirs sur l’activité diplomatique qui doit attirer l’attention des puissances européennes sur la situation de la Pologne partagée entre les trois occupants. Les partisans du prince aux convictions monarchiques voient en lui le futur roi de la Pologne libérée.

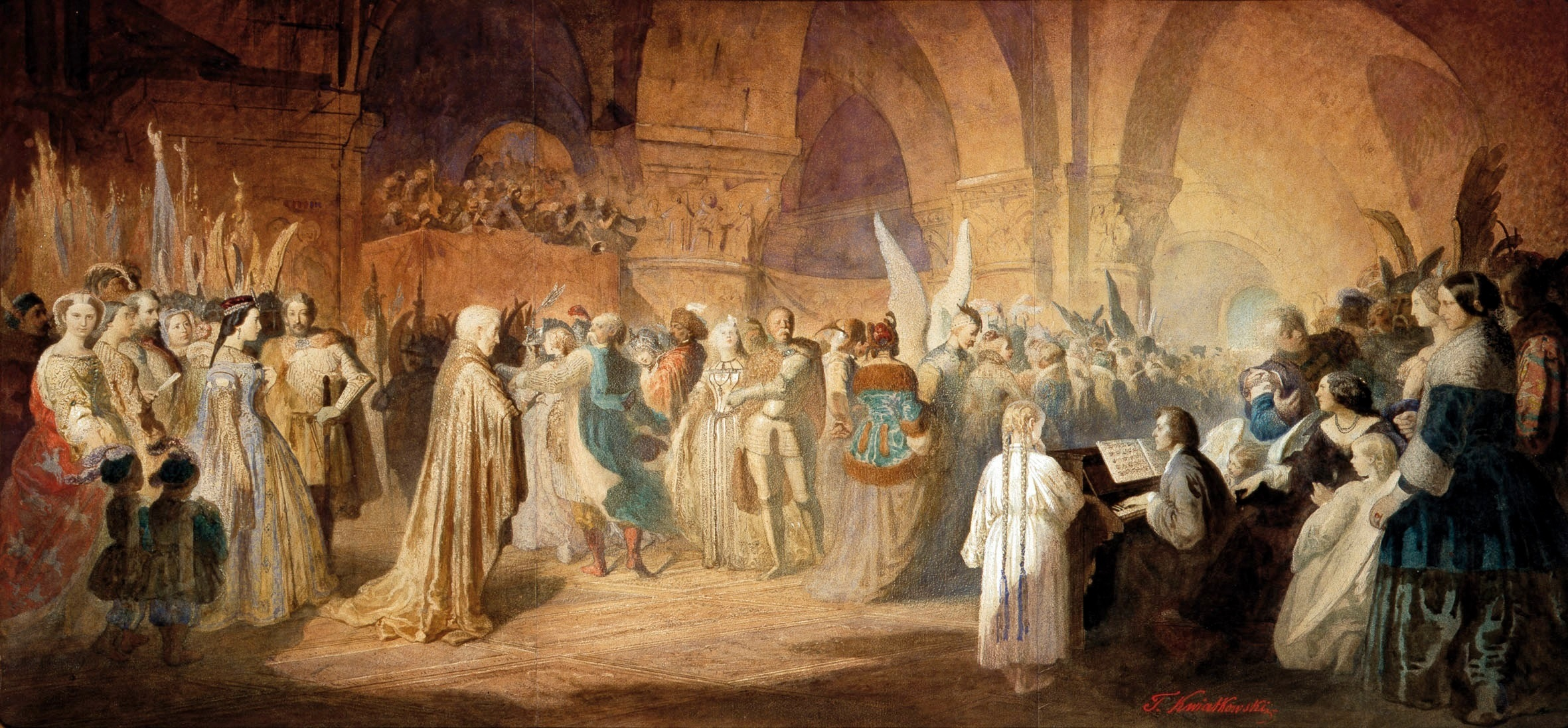
Polonaise de Chopin : Bal à l’hôtel Lambert
Gouache de Teofil Kwiatkowski.

L’activité des résidents de l’hôtel Lambert ne se limite pas aux actions politiques. Le bâtiment accueille la collection d’œuvres d’art en possession de la famille Czartoryski transférée du musée privé fondé à Puławy par la princesse Izabella Czartoryska, la mère du prince Adam. Les Czartoryski cherchent à soutenir le développement de la culture et de l’éducation polonaise, ainsi que l’activité scientifique. Ils essaient également d’améliorer la situation des émigrés polonais moins fortunés, en créant des associations caritatives et en mettant en place des aides financières pour les plus pauvres. L'épouse du prince, la princesse Anna Czartoryska, joue un grand rôle dans toutes ces initiatives.

### Bibliothèque et Société Historique et Littéraire Polonaise

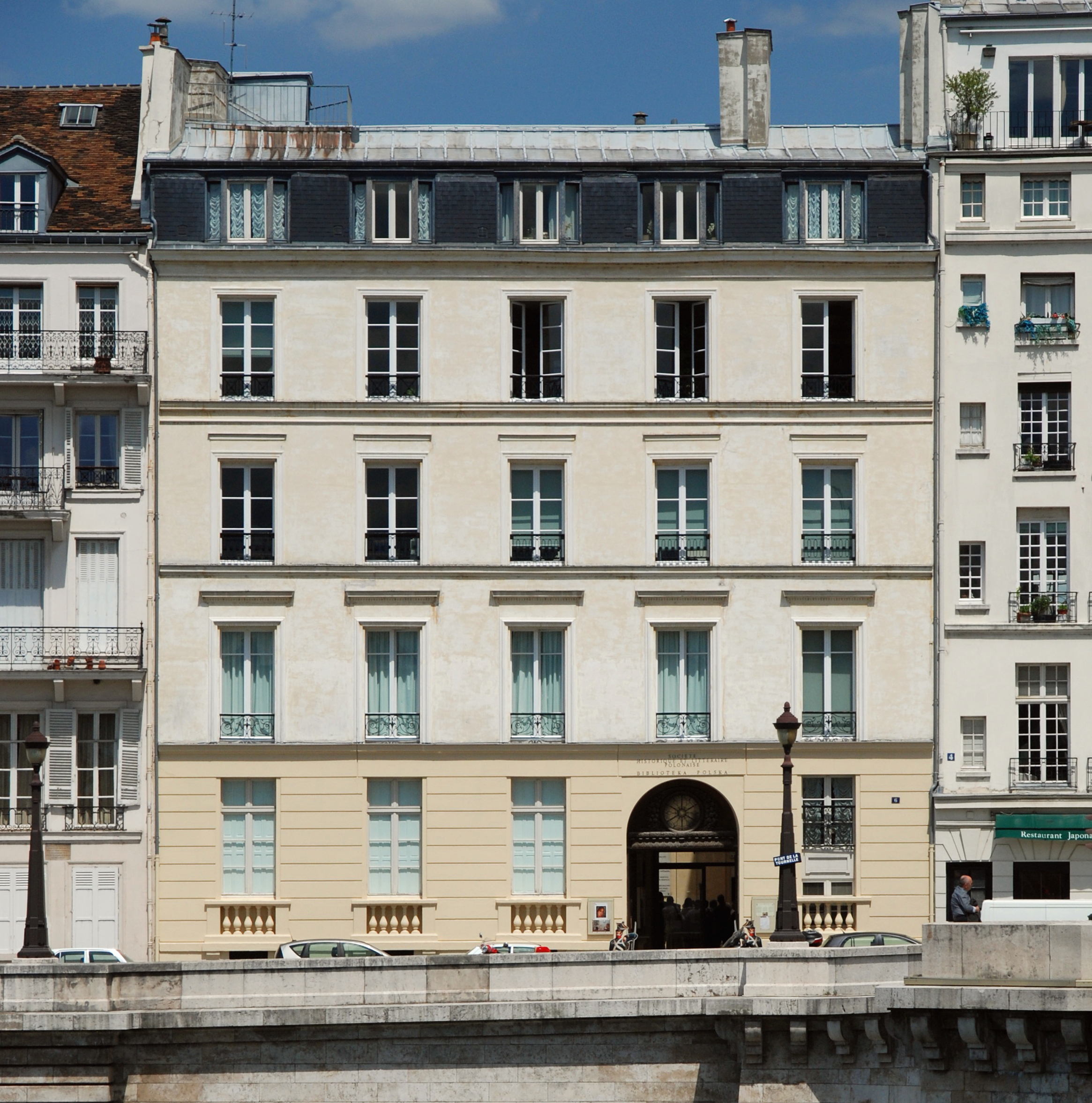
Bibliothèque polonaise au 6 Quai d'Orléans (Ile Saint-Louis)

En 1832, le prince Adam Czartoryski et le comte Alexandre Walewski, fils naturel de Napoléon Bonaparte, fondent la Société Historique et Littéraire Polonaise et la Bibliothèque Polonaise de Paris dont l'objectif était de lutter à travers la collecte de documents ayant trait à l'histoire et à la culture polonaise contre la germanisation et la russification de la Pologne. Ils sont rejoints par Frédéric Chopin, Adam Mickiewicz, Zygmunt Krasiński, Juliusz Słowacki, Cyprian Norwid et Alphonse d'Herbelot.

### École des Batignolles

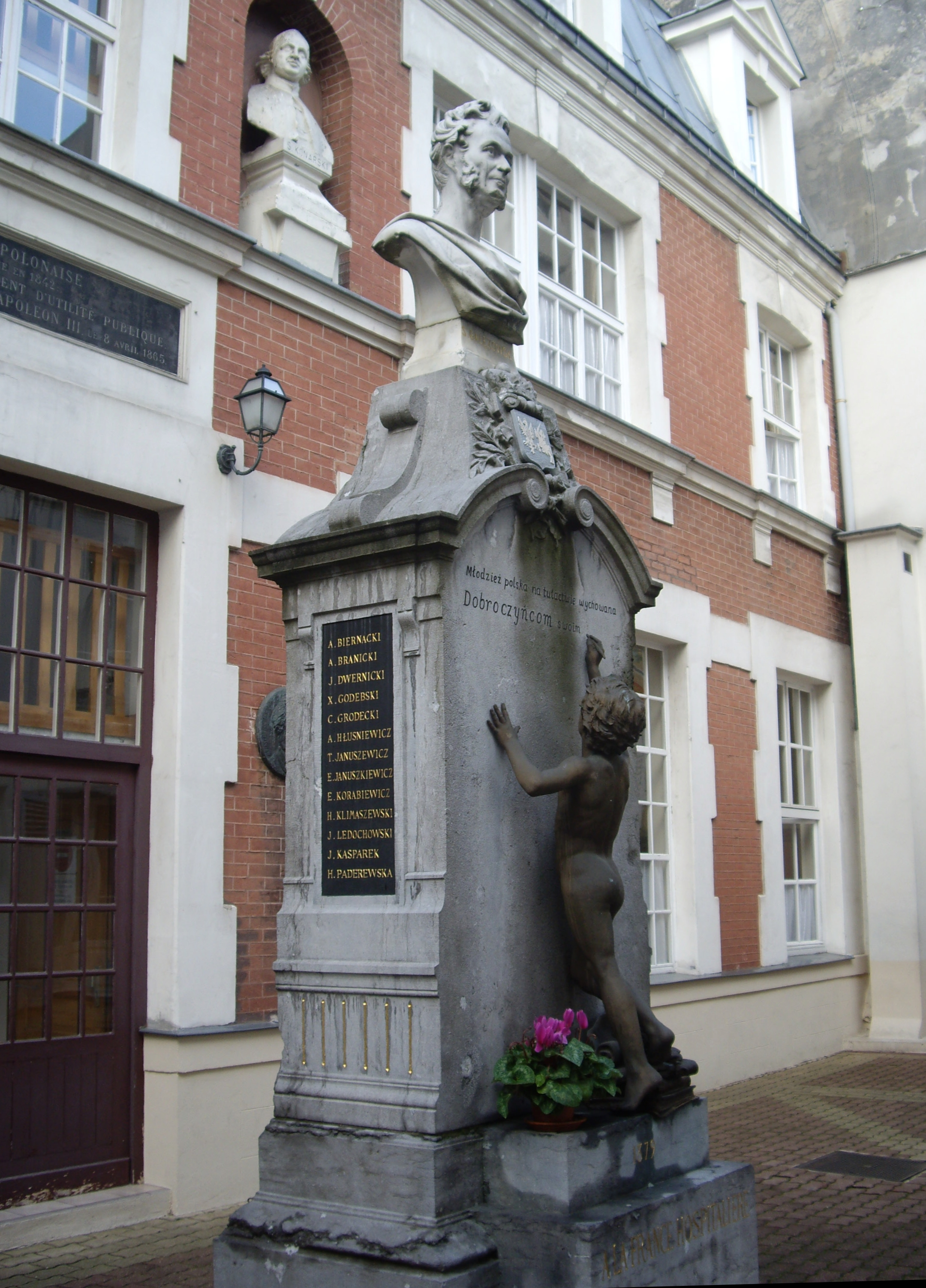
École polonaise des Batignolles rue Lamandé

C'est le général Józef Dwernicki qui est à l'origine de la fondation qui collecte des fonds pour la première école polonaise, destinée à enseigner la culture nationale aux enfants de réfugiés. Jan Ledóchowski est son premier généreux donateur. L'école est inaugurée en novembre 1843 et Ksawery Bronikowski en devient son directeur. Les élèves y suivent le programme de l'école française avec des cours supplémentaires d'apprentissage de la langue et de l'histoire polonaises. Ils portent un uniforme, copié sur celui de la Garde nationale de Varsovie au temps de l'Insurrection de Novembre. En 1844, l'école s'installe aux Batignolles, à l'époque encore une banlieue proche de Paris. Elle est dotée d'une bibliothèque avec une salle de lecture publique, qui accueille les collections et les archives de l'émigration, dont celles de Joachim Lelewel. En 1865, Napoléon III reconnait l'école comme institution d'utilité publique. C'est la première école étrangère de Paris qui est reconnue au même niveau que les écoles françaises. De nombreux éminents polonais passent par cette école dont Adam Mickiewicz, Joachim Lelewel,Józef Dwernicki , Józef Ignacy Kraszewski, Ludwik Mierosławski, Alojzy Prosper Biernacki, Ksawery Branicki. Grâce à Seweryn Gałęzowski, le président du Conseil de l'École pendant 25 ans, l'école se développe et prospère. Après 1870 l'école se transporte au 13-15 rue Lamandé où elle se trouve toujours.

### Société Caritative des Dames Polonaises
En 1834, la princesse fonde la Société Caritative des Dames Polonaises qui fait tout son possible pour aider ceux qui sont le plus dans le besoin : prendre soin des malades, des mères et de leurs enfants, des orphelins et des veuves, soutenir ceux qui n’ont pas réussi à obtenir d’allocations françaises, aider les chômeurs à trouver du travail. Durant la première année de l’activité, la Société, dont la vice-présidente est Klementyna Hoffman, autrice de maints livres pour les enfants et probablement la première à pouvoir vivre de son travail littéraire, aide 360 nécessiteux. Les membres de l’organisme distribuent des vêtements, aident à payer les loyers, subventionnent des traitements médicaux et les prothèses, sponsorisent des voyages. Czartoryska, qui dans le milieu de l’émigration joue le rôle de la Première dame, sollicite des dons partout : chez les siens et les autres, en France et à l’étranger. Elle organise des bals, des ventes et des loteries à l’hôtel Lambert, elle invite des artistes à donner des concerts de bienfaisance : Frédéric Chopin, Franz Liszt, George Sand, Eugène Delacroix, Adam Mickiewicz, Zygmunt Krasiński, Alphonse de Lamartine ou Honoré de Balzac.

### Institut de jeunes filles polonaises
La princesse Anna Czartoryska crée en 1844 l’Institut de Jeunes Filles Polonaises sur le modèle des Demoiselles de Saint-Cyr. L’on y dispense, dans une atmosphère familiale, une éducation aux jeunes filles polonaises peu fortunées, en les préparant au baccalauréat de la Sorbonne puis à la carrière d’institutrice. L’institut a fonctionné jusqu’en 1899

### L’Œuvre de Saint Casimir

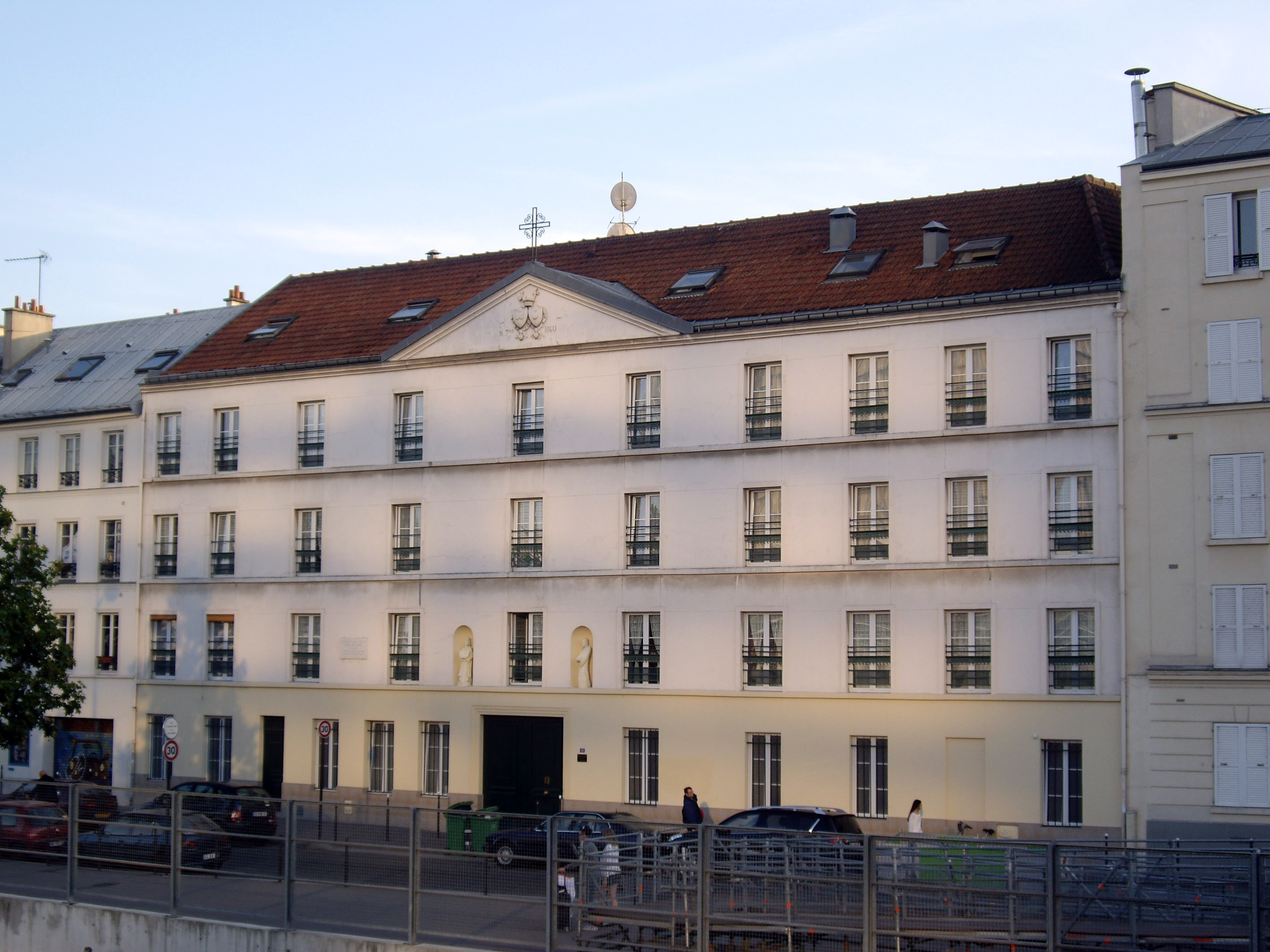
Œuvre de Saint-Casimir, rue du Chevaleret

Fondé en 1846 à l’initiative de la princesse Anna Czartoryska et de la sœur Teofila Mikułowska et définitivement domiciliée rue du Chevaleret en 1861, l’Œuvre de Saint-Casimir fut dirigé par les sœurs de la Charité de Varsovie. Il devient l’asile des orphelins des émigrés, des anciens combattants et des émigrés pauvres. Le grand poète polonais Cyprian Kamil Norwid y a vécu les six dernières années de sa vie. En 1996, le « pensionnat » ferme ses portes et par décret du 16 juin 1869, l’œuvre a été déclaré « d’utilité publique » mais il continue de mettre l’accent sur les liens qui la rattachent de par son histoire entre la Pologne et la France. 

### Mission catholique polonaise

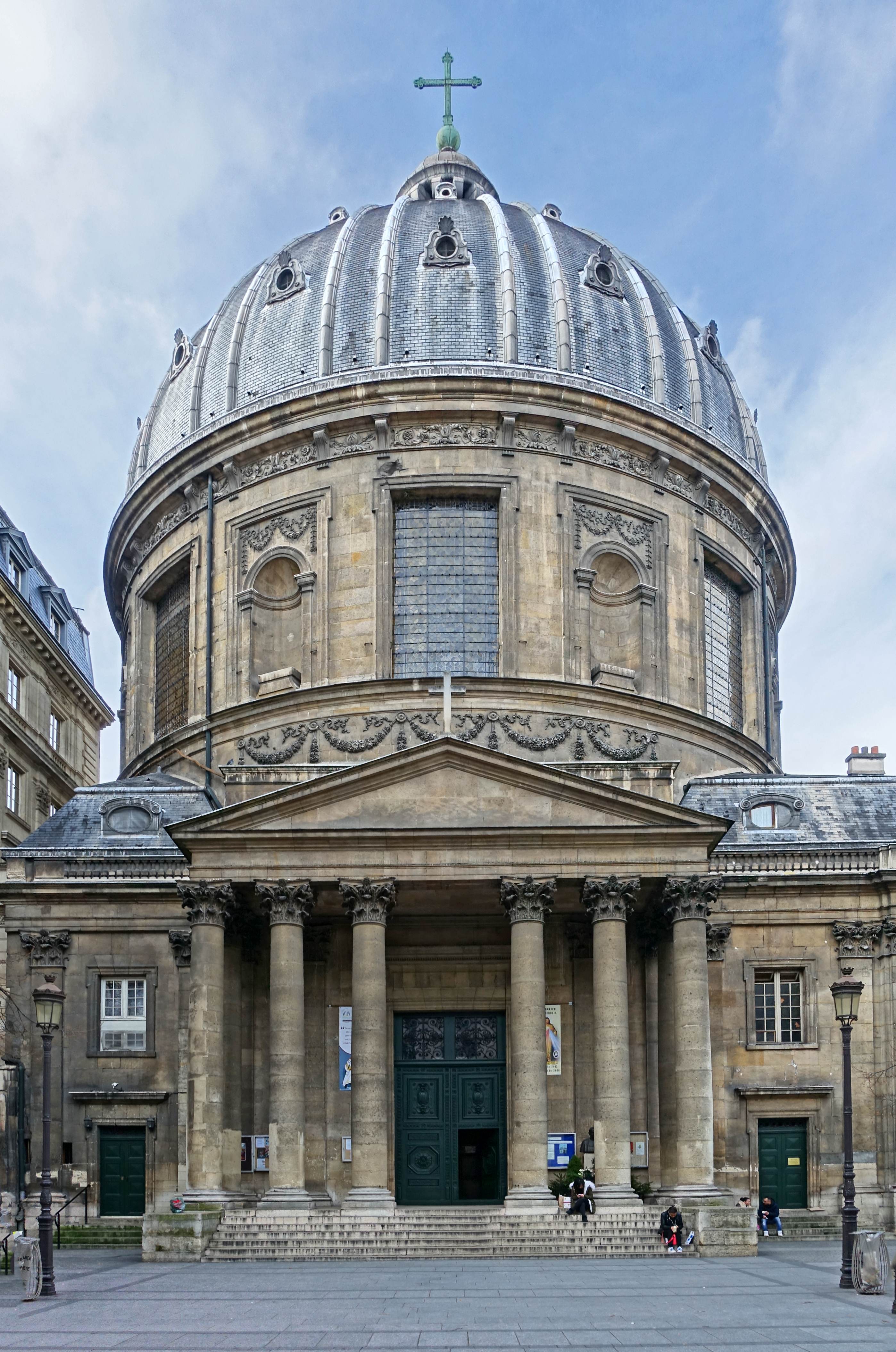
Mission Catholique Polonaise de France au 263bis Rue Saint-Honoré

En 1844, l'archevêque de Paris Monseigneur Affre confiée à un nouvel ordre créé par des prêtres polonais, congrégation de la Résurrection du Christ, l’église de l’Assomption. A coté au 263 bis rue Saint-Honoré, l'ordre religieux installe son siège, vite connu sous le nom de la Mission polonaise. Elle y est encore de nos jours. En 1922, la mission devient le centre de direction la pastorale polonaise en France. Elle dépend des autorités religieuses polonaises. A l’église de l’Assomption, on célèbre les fêtes nationales polonaises, le 3 mai et le 11 novembre, les obsèques de membres éminents du milieu polonais parisien.

### Cimetière polonais de Montmorency
Ce cimetière devient le Panthéon des Polonais célèbres morts en France. Le général Karol Kniaziewicz et le poète Julian Ursyn-Niemcewicz sont les premiers Polonais à être inhumés au cimetière des Champeaux. Henryk Dembiński et Władysław Zamoyski, Adam Mickiewicz, Cyprian Kamil Norwid et bien d'autres ont suivi. 
Au début du XXe siècle Rosa Bailly (1890-1976) journaliste, poète et traductrice française de la littérature polonaise. Elle se lie avec de nombreux émigrés polonais de la période ultérieure en France et devient 'la grande amie de la Pologne.

### Librairie polonaise

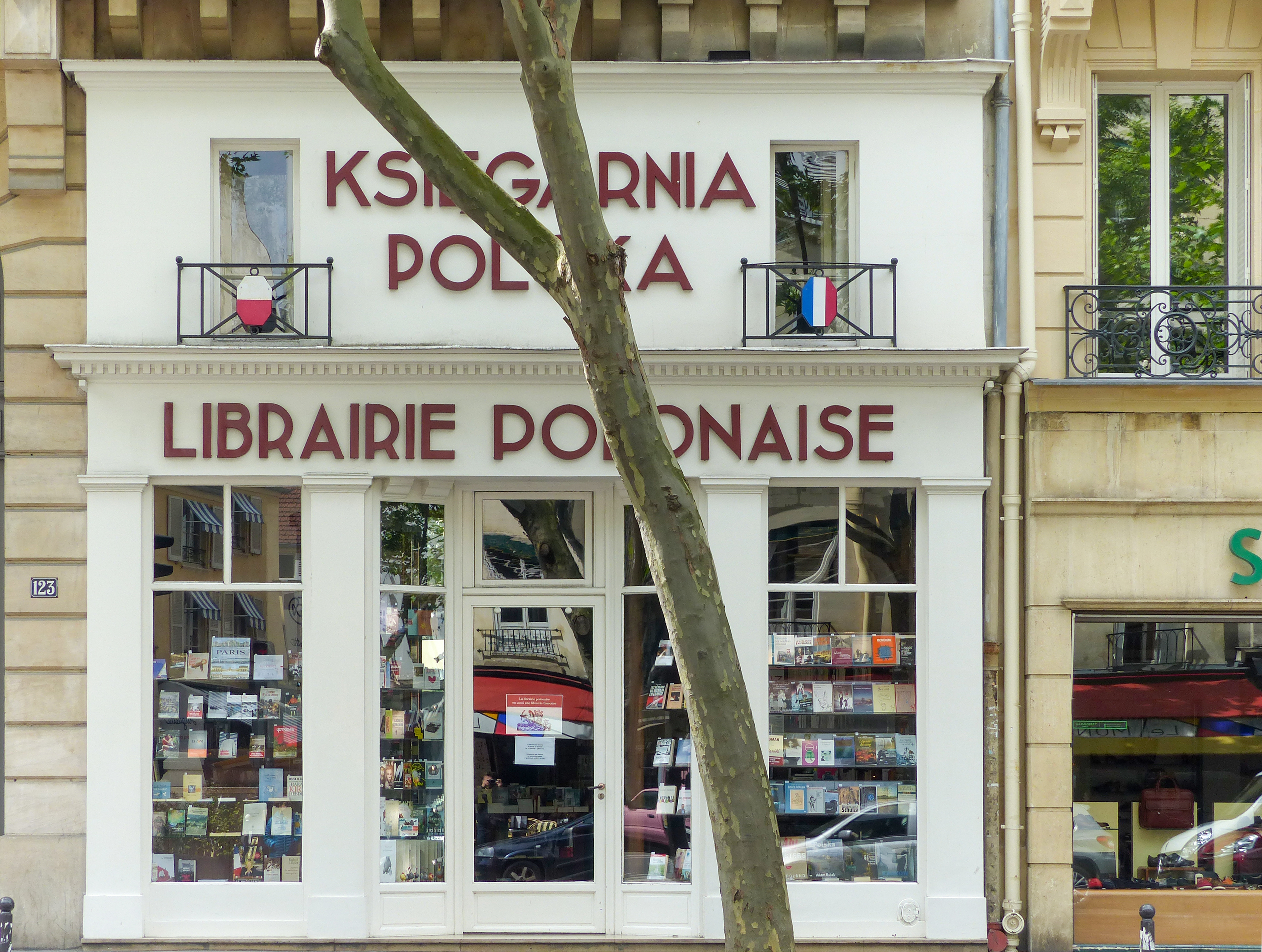
Librairie Polonaise au 123 boulevard Saint Germain

Fondée en 1833 par Eustachy Januszkiewicz, la Librairie polonaise s'installe d'abord au 11, quai Voltaire. En 1835, elle déménage rue des Marais-Saint-Germain. Ce n'est qu'après la Première Guerre mondiale qu'elle trouve son emplacement actuel au 123 boulevard Saint Germain.

### La presse polonaise
Le premier périodique polonais Les Mémoires de l'émigration de Michał Podczaszyński où publie Maurycy Mochnacki commence à paraître en juillet 1832 et cesse son activité après treize mois d'existence. Pielgrzym polski (Le Pèlerin polonais) dirigé initialement par Eustachy Januszkiewicz puis par Bohdan Jański et dont Adam Mickiewicz est le collaborateur politique principal parait dans les années 1832-1833. De 1833 à 1836 parait le journal Le Polonais dont le rédacteur en chef est Władysław Plater. Cependant l'attitude hostile du gouvernement de Louis-Philippe à l'égard de la presse en général, et de la presse polonaise en particulier, freine sérieusement son développement. À la suite des difficultés matérielles, les événements politiques et les persécutions dirigées contre la gauche de l'émigration, ces revues ont une vie courte.

## Galerie

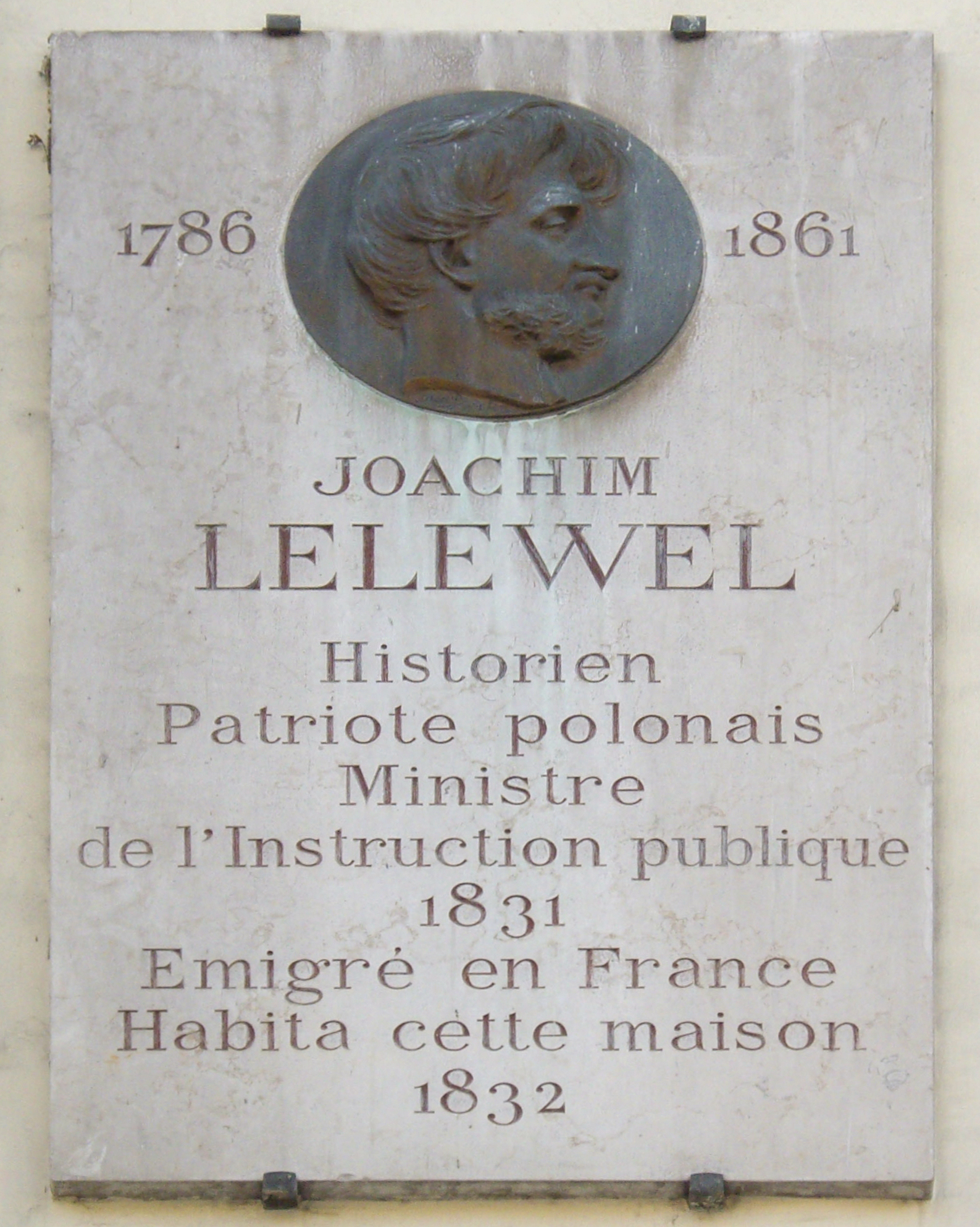
Plaque en souvenir de Joachim Lelewel, au 153 boulevard Saint-Germain
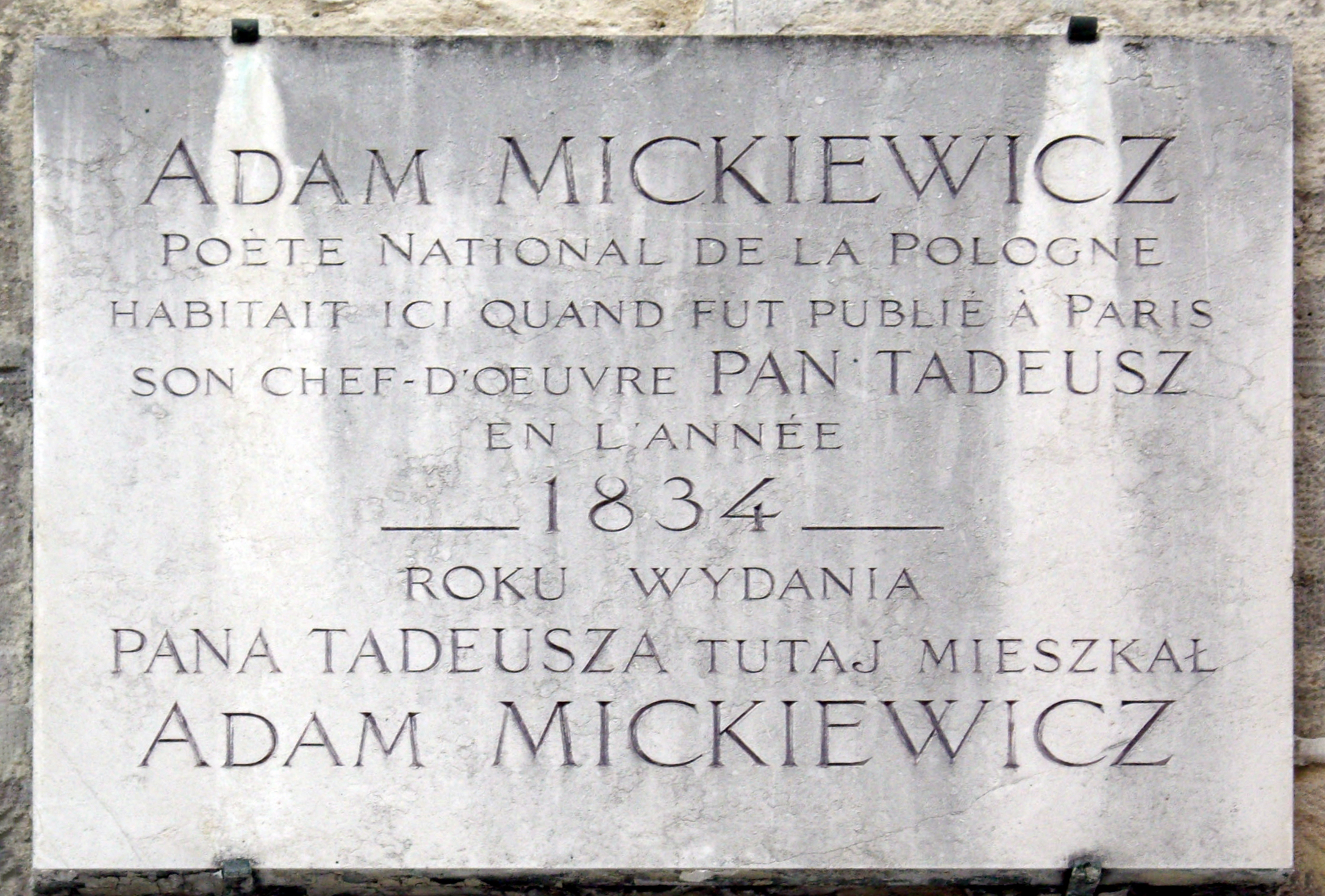
Plaque en souvenir d'Adam Mickiewicz, 63 rue de Seine
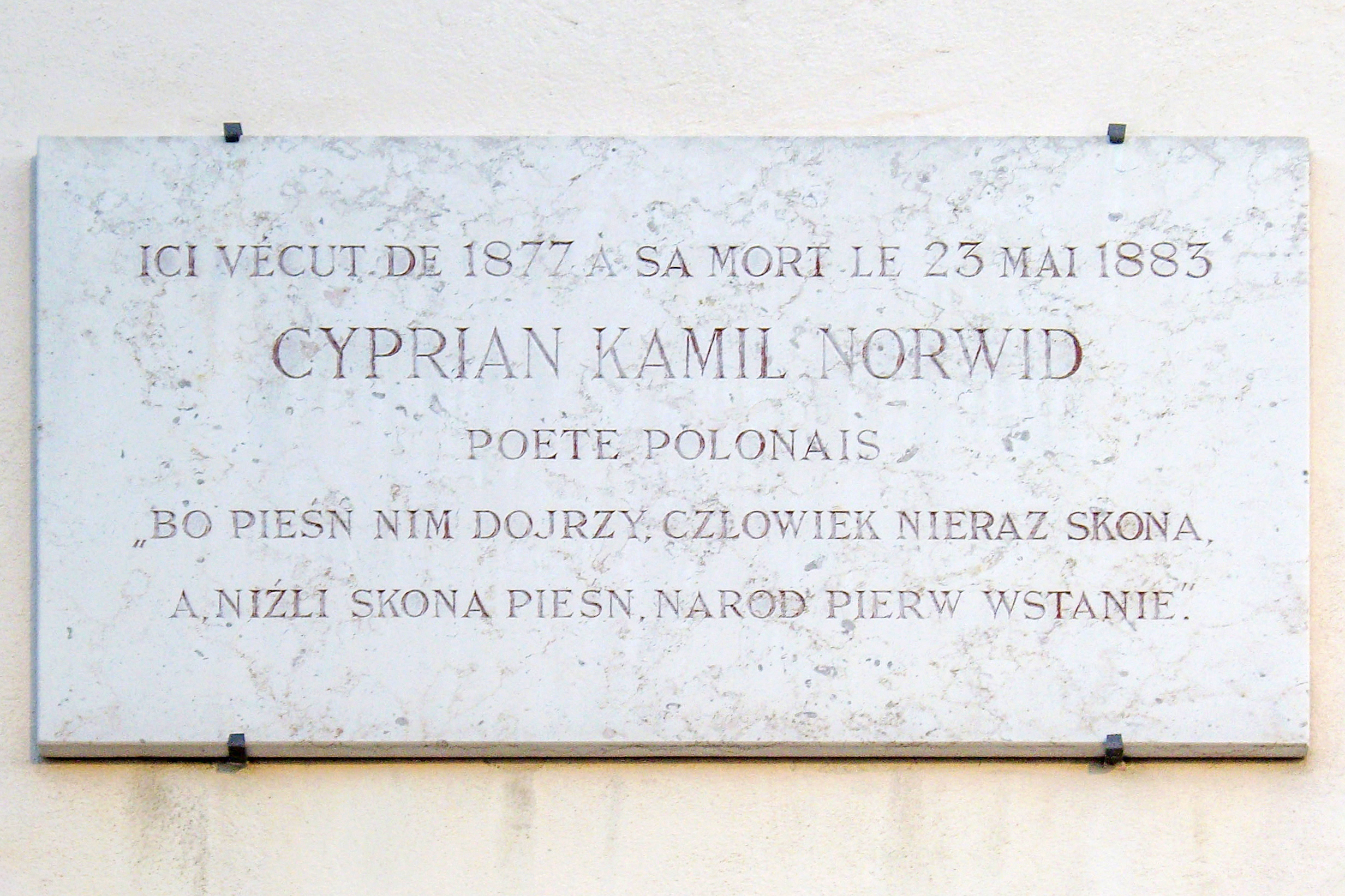
Plaque en souvenir de Cyprian Kamil Norwid, 119 rue du Chevaleret
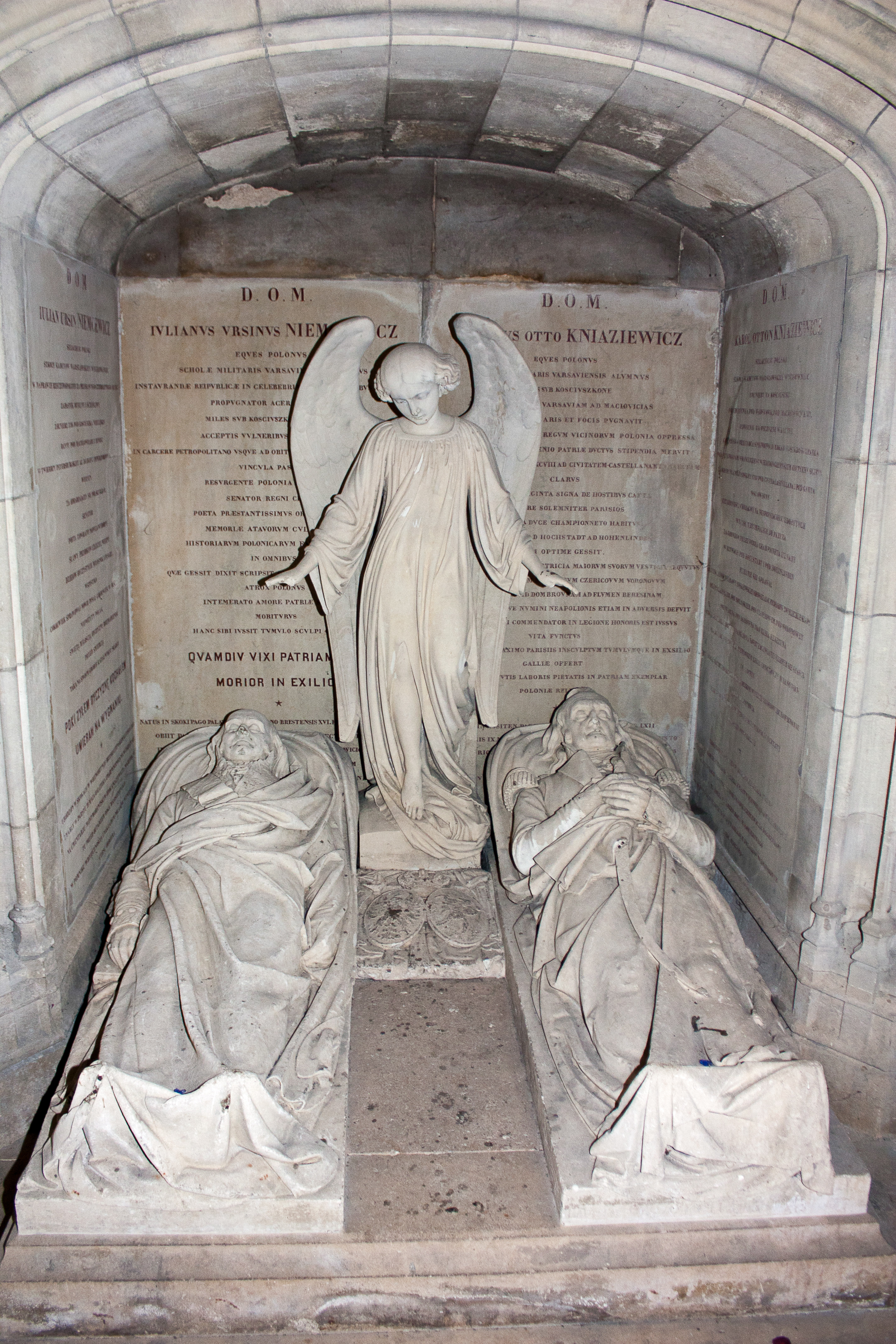
Cénotaphes de Karol Kniaziewicz et Julian Ursyn Niemcewicz à la Collégiale de Montmorency
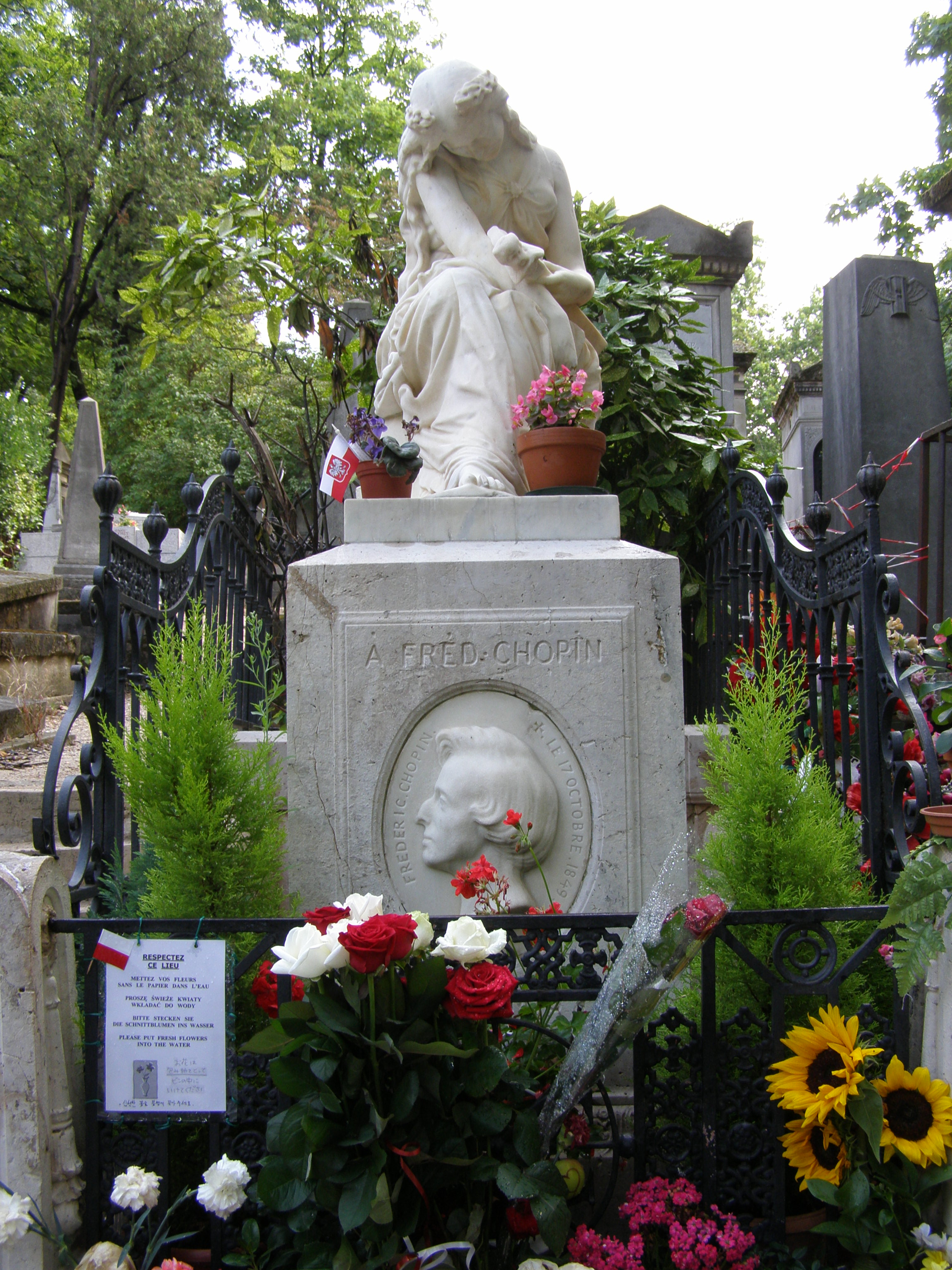
Tombe de Frédéric Chopin au cimetière Père-Lachaise
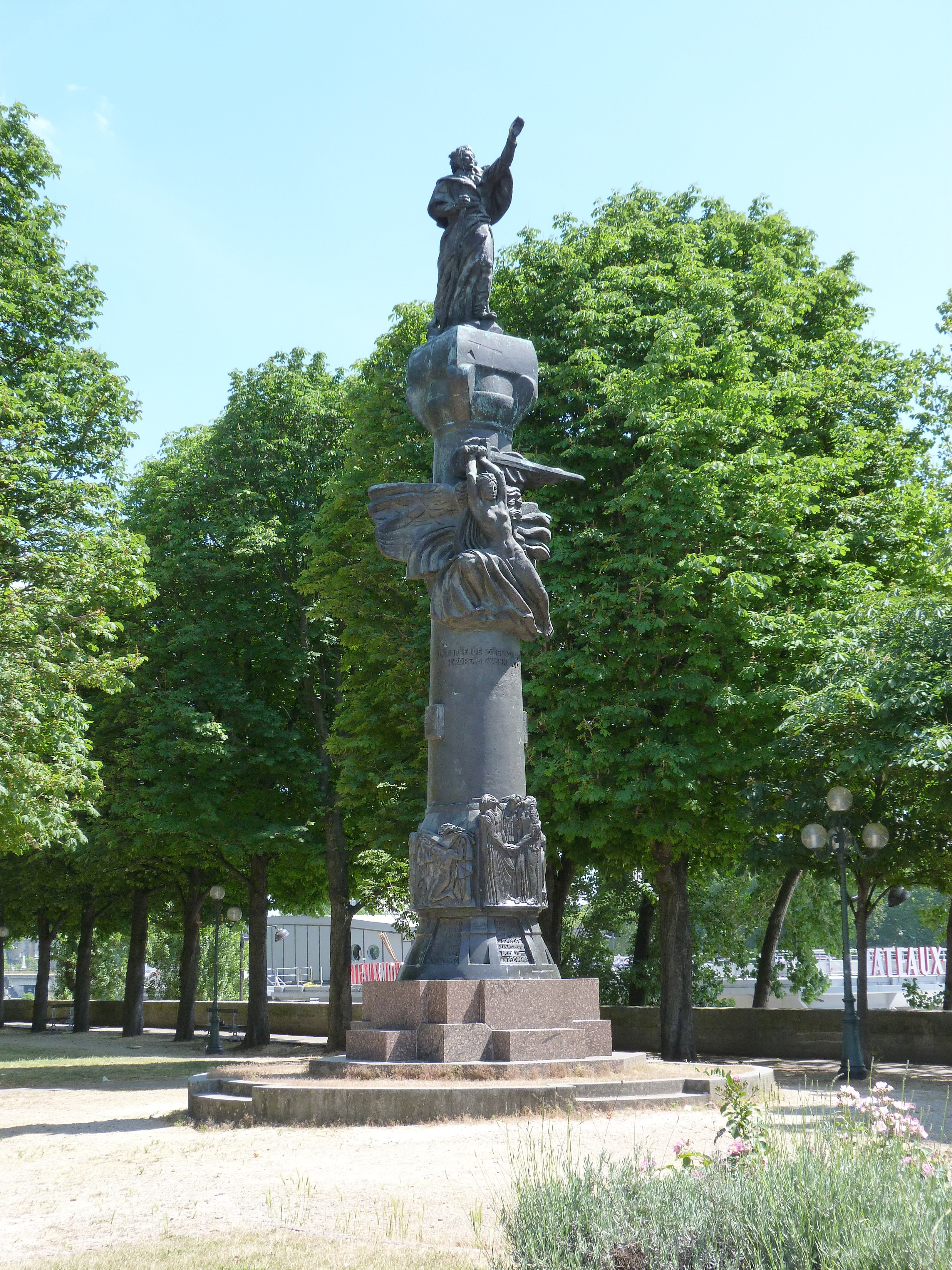
Monument d'Adam Mickiewicz à Paris
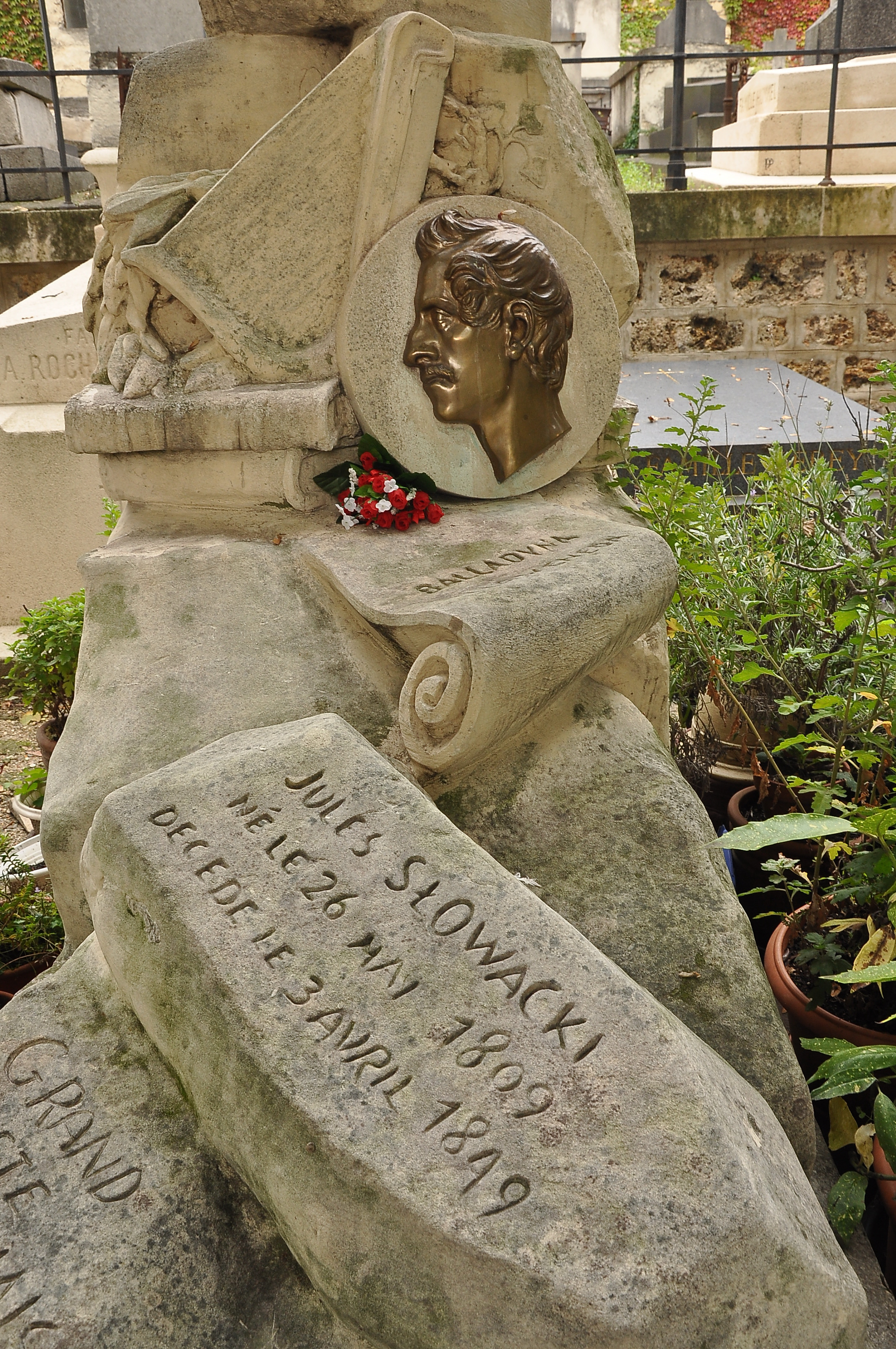
Tombe de Juliusz Słowacki au cimetière de Montmartre

## Personnalités polonaises exilées en France à la suite de l'insurrection de novembre 1830
- Alojzy Prosper Biernacki  (1778-1854), homme politique, pionnier de l'agriculture moderne en Pologne
- Ksawery Branicki (1816-1879), écrivain, mécène et philanthrope
- Ksawery Bronikowski (1796-1852), journaliste et écrivain
- Alexandre Chodźko (1804-1891), orientaliste, écrivain, poète et consul de Russie en Perse
- Leonard Chodźko (1800-1871) historien, géographe/cartographe et homme politique
- Karol Chobrzyński (1809-1883), ingénieur aux chemins de fer[10] naturalisé français
- Frédéric Chopin(1810-1849), compositeur et pianiste
- Franciszek Czapek (1811-1895), horloger
- Antoni Orłowski (1811-1868), chef d'orchestre et violoniste, membre de la Société Philharmonique de Rouen
- Adam Jerzy Czartoryski (1770-1861), diplomate, homme d'état et écrivain
- Henryk Dembiński (1791-1864), général
- Ignacy Domeyko (1802–1889), minéralogiste et géologue
- Józef Dwernicki (1779-1857), général
- Jan Maksymilian Fredro (1784-1845) général, traducteur, dramaturge, critique de théâtre et poète
- Ksawery Gałęzowski (1832-1907), médecin et ophtalmologue
- Seweryn Gałęzowski (1801-1878) médecin et chirurgien
- Antoni Gorecki (1787-1861), poète et écrivain
- Seweryn Goszczyński (1801-1876), écrivain, poète, critique littéraire
- Kazimierz Gzowski (1813-1898), ingénieur et homme d’affaires
- Klementyna Hoffmanowa (1798-1845), romancière, dramaturge, traductrice et militante
- Aleksander Jełowicki (1804 -1877), écrivain, poète, traducteur et éditeur
- Emil Korytko (1813 -1839) ethnographe
- Karol Kniaziewicz (1762-1842), général et homme politique
- Zygmunt Krasiński (1812-1859), poète, écrivain et penseur
- Teofil Kwiatkowski (1809-1891), peintre
- Joachim Lelewel (1786-1861), historien et homme politique
- Piotr Michałowski (1800-1855), peintre
- Adam Mickiewicz (1798-1855), poète, écrivain et penseur, professeur au Collège de France
- Antoni Malczewski (1793-1826) poète, écrivain, alpiniste
- Maurycy Mochnacki (1803-1834), critique littéraire, historien et homme politique
- Henryk Nakwaski (1800-1876) écrivain, journaliste, cofondateur de l'Ecole polonaise des Batignolles
- Juliusz-Ursyn Niemcewicz (1757-1841), écrivain et homme politique
- Cyprian Kamil Norwid (1821-1883), poète, écrivain, auteur dramatique, penseur, peintre et sculpteur
- Ludwik Mierosławski (1814-1878), général, militant politique
- Antoni Oleszczyński (1774-1879), peintre
- Antoni Norbert Patek (1812-1877) horloger naturalisé suisse, fondateur de la société Patek Philippe
- Andrzej Plichta (1797-1866), journaliste
- Delfina Potocka (1807-1877), "muse des romantiques"
- Józef Konstanty Ramotowski (1812-1888), homme politique
- Karol Sienkiewicz (1793-1860), poète et historien
- Juliusz Słowacki (1809-1849), poète, écrivain et penseur
- Alexandre Walewski (1810-1868), diplomate, homme politique, fils naturel de Napoléon 1er
- Franciszek Wołowski (1786-1844), avocat, homme politique
- Louis Wołowski (1831-1876), juriste, économiste
- Józef Bohdan Zaleski (1802-1886) poète
- Władysław Stanisław Zamoyski (1803–1868), général et homme politique

## Personnalités polonaises exilées en France à la suite de l'insurrection de janvier1863
- Sigismond Jordan de Zakliczyn (1826-1866), en polonais Zygmynt Jordan z Zakliczna, major hongrois, colonel turc, insurgé de Cracovie de 1846, membre du bureau de l'hôtel Lambert, général pendant l'insurrection de janvier.
- Ludwik Mierosławski (1814-1878), général polonais ayant participé aux insurrections de 1830 et 1863.
- Ladislas Paprzycki (1845-1865), en polonais Władysław Paprzycki, volontaire en 1863.
- Adolphe Pieńkowski (1835-1867), professeur de lycée, directeur de la police du gouvernement provisoire.